# ميان تنغ عليا (مقاطعة دلفان)
ميان تنغ عليا (بالفارسية: میان تنگ علیا) هي قرية تقع في قسم كاكاوند الشرقي الريفي (مقاطعة دلفان) في إيران. يقدر عدد سكانها بـ 68 نسمة .